# Михаил Катуков
Михаил Ефимович Катуков е съветски офицер, командващ 1-ва гвардейска танкова армия, маршал от бронетанковите войски (1959).
2 пъти Герой на Съветския съюз (23 септември 1944 – медал № 4585, и 6 април 1945 – медал № 5239).

## Биография
Роден е на 17 септември 1900 г. в село Болшое Уварово, днешна Московска област. Участник е в Октомврийската революция в Петербург, 1917 г.
Влиза в армията през 1919 г. Участник е в Гражданската война, воюва на Южния фронт. През 1922 г. завършва „Могилевския пехотен курс“, а през 1927 – курс „Изстрел“. Във Висшата академия за военна механизация влиза през 1935 г. Зачислен е на служба в танковите войски. От 1940 г. е командир на 20-а танкова дивизия.